# Polycera hummi
Polycera hummi is een slakkensoort uit de familie van de Polyceridae. De wetenschappelijke naam van de soort is voor het eerst geldig gepubliceerd in 1952 door Abbott.